# Родригес, Алисия
Алисия Родригес Фернандес (исп. Alicia Rodriguez Fernandez; род. 2 мая 1935, Малага, Испания) — мексиканская актриса, певица, поэтесса, прозаик и общественный деятель испанского происхождения.

## Биография
Родилась 2 мая 1935 года в Малаге в семье профессора Марсиаля Родригеса и Глории Фернандес. В маленьком возрасте родители вместе с дочерью эмигрировали в Мексику в связи с Гражданской войной в Испании и остались там на постоянной основе. В 1940 году в 5-летнем возрасте Алисия Родригес дебютировала в театре, а в 1943 году дебютировала в кино и с тех пор снялась в 47 фильмах, среди которых присутствуют и телесериалы. Алисия Родригес в детском возрасте выиграла конкурс красоты среди восьмидесяти детей. Сделала успешную карьеру в кинематографе, спела свои песни, прочитала свои стихи и затем записала их на грампластинки. Имеет докторскую степень в университете UNAM, где получила степень магистра и диплом почётного доктора. Как писательница, написала две книги «Найти свою миссию» и «Девочка в изгнании». В 1997 году выдвигалась на Нобелевскую премию мира. Алисия Родригес помимо творческой деятельности занимается также общественно-политической работой и является президентом Комитета Знамени Мира при ООН.

### Кинокарьера
Снималась в эпоху «золотого века» мексиканского кинематографа. В 1971 году Алисия Родригес проснулась знаменитой, ибо на экраны вышел фильм «Есения», и она стала известна во всём мире, а в 1975 году — и в СССР. В СССР фильм «Есения» был очень популярным, его посмотрели миллионы телезрителей. Следующим успехом актрисы является культовый сериал «Богатые тоже плачут», где она сыграла роль доньи Елены Сальватьерра, но позже из-за скандала была заменена на актрису Марилу Элисага. Тем не менее игра актрисы Алисии Родригес в отличие от Марилу Элисага была очень яркой и запоминающиеся. В 1992 году российские зрители вновь встретились с актрисой и ещё больше полюбили её, после этого она стала летать в Россию регулярно в общественных целях в основном в Горный Алтай, ведь она является поклонницей Николая Рериха.

## Фильмография

### Сериалы

#### Televisa
- 1966 — Идол
- 1967 — Жертвы
- 1968 — Испытание любви — Инес
- 1968 — Умершая любовь — Вирхиния
- 1969 — У алтаря и могилы — Анхела
- 1970 — Есения — Марисела
- 1970 — Чёрные ангелы — Ана Луиса де ла Фуэнте
- 1972 — Это он, Фелипе Рейес
- 1973 — Помощницы Бога — Елена
- 1977-78 — Рина — Мария Хулия
- 1978 — Людские слёзы — Донья Маргарита
- 1979 — Богатые тоже плачут — Донья Элена Исагирре де Сальватьерра#1 (дубл. Людмила Стоянова)

#### Фильмы
- 1971 — Есения — Марисела.

## Награды и премии

### TVyNovelas
| Год  | Категория                                                                 | Фильм          | Итоги     |
| ---- | ------------------------------------------------------------------------- | -------------- | --------- |
| 1986 | Лучшая великая актриса                                                    | Чистая кровь   | Проиграла |
| 2011 | Специальный приз за почётный вклад в развитие мексиканского кинематографа | -------------- | ПОБЕДИЛА  |

### ПремияАриэль
| Год  | Категория           | Фильм              | Итоги    |
| ---- | ------------------- | ------------------ | -------- |
| 1946 | Лучшая детская роль | Секрет старой девы | ПОБЕДИЛА |